# Kamionka (rejon solecznicki)
Kamionka (lit. Akmenynė) – wieś położona 11 km na północny wschód od miasta Solecznik, 7 km na wschód od Małych Solecznik. Obecnie jest siedzibą niewielkiego starostwa i sołectwa. Jej nazwa pochodzi od nazwy rzeki, nad którą leży. 

## Historia
Miejscowość ta znana jest już od XVIII wieku, kiedy to była własnością Wierzbowiczów. Dokumenty z wizytacji kościoła w Turgielach podają, że w 1830 r. na terytorium obecnej gminy w Kamionce działała cerkiew rzymsko-grecko-unicka. W latach 1910–1911 zabudowania dworu wraz z całą ziemią stały się własnością Heleny Renigerowej. Kupiła ona dwór od Barbary Wanilewiczowej i Franciszka Chmielowskiego. Nowa właścicielka była potomkinią rodziny Wierzbowiczów - Heleną Wierzbowiczówną, która odzyskała skonfiskowane jeszcze w czasach carskich (po powstaniu z 1863 r.) dobra rodzinne. Drewniany kościół pw. św. Teresy od Dzieciątka Jezus, został wybudowany w latach 1926-1930 pod nadzorem i z pomocą  ks. Franciszka Tyczkowskiego. Rodzina Renigerów, wraz z proboszczem kamionkowskiej niegdyś parafii, księdzem Franciszkiem Tyczkowskim działali intensywnie na rzecz swojej wsi i otoczenia, co przyczyniło się do znacznych osiągnięć w życiu Kamionki. Majątek ziemski Kamionka przestał należeć do tej rodziny w 1939 roku, gdy zaczęła się nacjonalizacja dóbr dworu. Ludwik Reniger został represjonowany i zesłany.

## Liczba mieszkańców
| Liczba mieszkańców Kamionki w poszczególnych latach | Liczba mieszkańców Kamionki w poszczególnych latach | Liczba mieszkańców Kamionki w poszczególnych latach |
| --------------------------------------------------- | --------------------------------------------------- | --------------------------------------------------- |
| Rok                                                 | Liczba mieszkańców                                  | Tendencja                                           |
| 1959                                                | 177                                                 | Wzrostowa +110                                      |
| 2003                                                | 287                                                 | Wzrostowa +110                                      |